# جشن پیروزی (فیلم ۲۰۱۵)
جشن پیروزی 
(به تلوگویی: Pandaga Chesko) و (به انگلیسی: Celebrate the festival) فیلمی هندی محصول سال ۲۰۱۴ و به کارگردانی گوپیچند مالیننی است. در این فیلم بازیگرانی همچون رام پوتینینی، راکول پریت سینگ، سونال چوهان و تجاسوی مادیوادا ایفای نقش کرده‌اند.